# Boaz, Wisconsin
Boaz là một làng thuộc quận Richland, tiểu bang Wisconsin, Hoa Kỳ. Năm 2006, dân số của làng này là 137 người.